# Samsung Galaxy Xcover 5
Samsung Galaxy Xcover 5 - это Android - смартфон, разработанный, продаваемый и производимый Samsung Electronics. Он был анонсирован 4 марта 2021 года. Телефон оснащен одной камерой с 16 МП основной камерой, 5.3 дюймовый HD+ дисплей и литий-ионный аккумулятор емкостью 3000 мАч. Он поставляется с Android 11 (One UI 3)..

## Дизайн

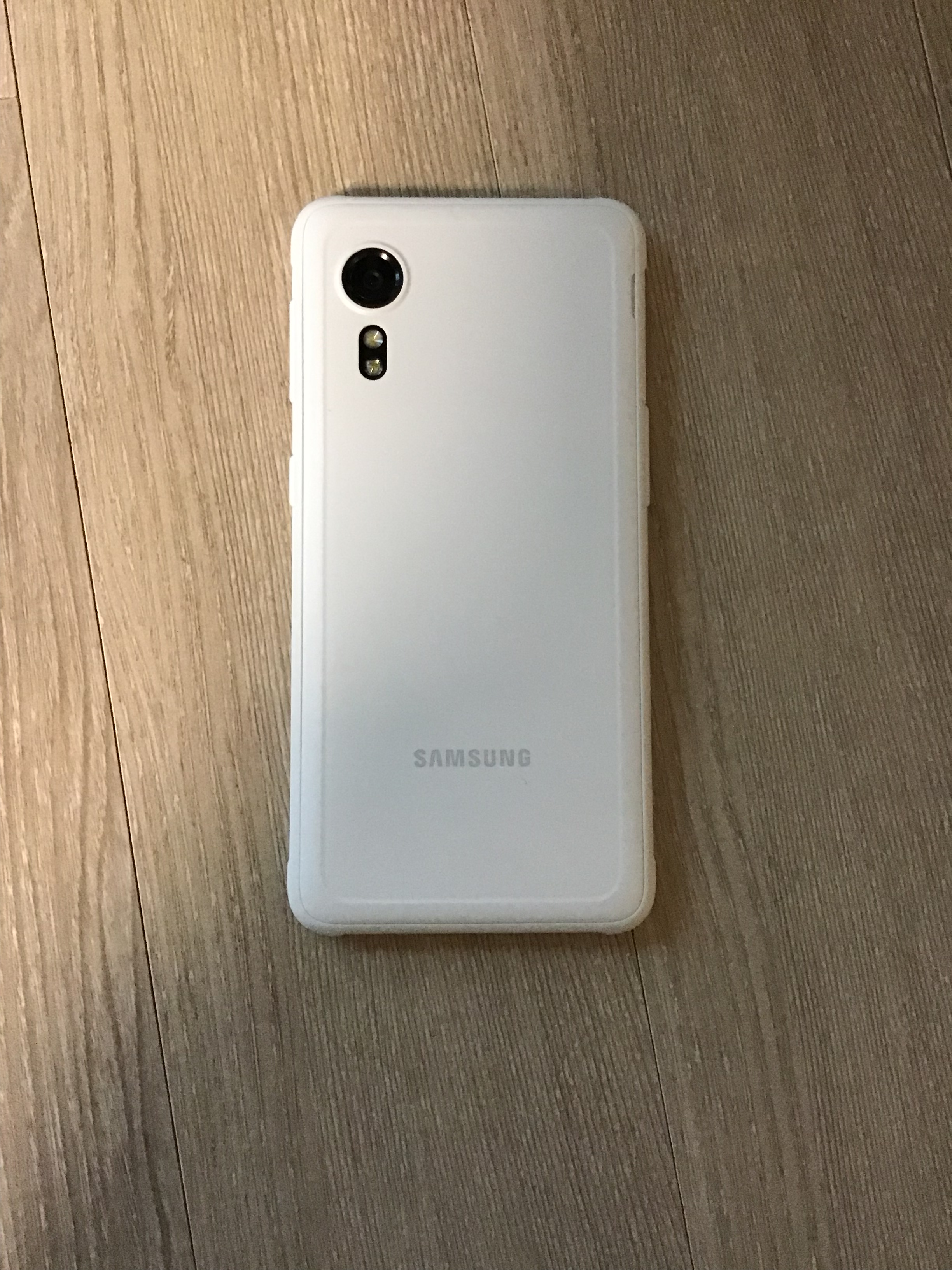
Задняя часть Samsung Galaxy Xcover 5

Samsung Galaxy Xcover 5 построен с алюминиевой рамкой и пластиковой задней панелью для экрана. Устройство доступно в черном цвете.

## Технические характеристики

### Аппаратное обеспечение
Устройство оснащено динамиками, один из которых расположен на нижней грани, а другой служит в качестве динамика для вызовов. Порт USB-C используется для зарядки и подключения других аксессуаров..
Samsung Galaxy Xcover 5 использует систему на чипе Exynos 850, восьмиядерный (4x2,0 ГГц Cortex-A55 и 4x2,0 ГГц Cortex-A55) CPU, Mali-G52 GPU с 4 ГБ оперативной памяти и 64 ГБ нерасширяемого внутреннего хранилища eMMC 5.1..
Samsung Galaxy Xcover 5 оснащен аккумулятором емкостью 3000 мАч, способным к быстрой зарядке мощностью до 15 Вт. Он имеет степень защиты от воды IP68..Смартфон оснащен 5,3-дюймовым ЖК-дисплеем PLS 720p. Дисплей имеет соотношение сторон 18,5:9..

### Камера
Samsung Galaxy Xcover 5 оснащен одной камерой на задней панели. Широкоугольный объектив f/1.8 16-мегапиксельного сенсора, фронтальная камера использует 5-мегапиксельный сенсор. Она способна записывать видео 1080p со скоростью 30 кадров в секунду..

### Программное обеспечение
Устройство поставляется с Android 11 (One UI 3).